# Prospero martire
San Prospero martire (Roma, ... – Roma, 304) è stato un soldato romano, martire durante la grande persecuzione dei cristiani sotto Diocleziano; è venerato come santo dalla Chiesa cattolica.

## Agiografia
Secondo la tradizione era un nobile soldato romano che convertitosi al cristianesimo lasciò la vita mondana donando i suoi beni ai poveri, rinunciando ad ogni carica di prestigio e potere. Subì il martirio per decapitazione durante la Grande Persecuzione, cioè sotto l'impero di Diocleziano intorno al 304, per aver fermamente professato la sua fede in Cristo e non aver sacrificato agli dei e quindi all'imperatore.
Il suo corpo fu sepolto nelle catacombe di San Callisto a Roma.

## Patronato

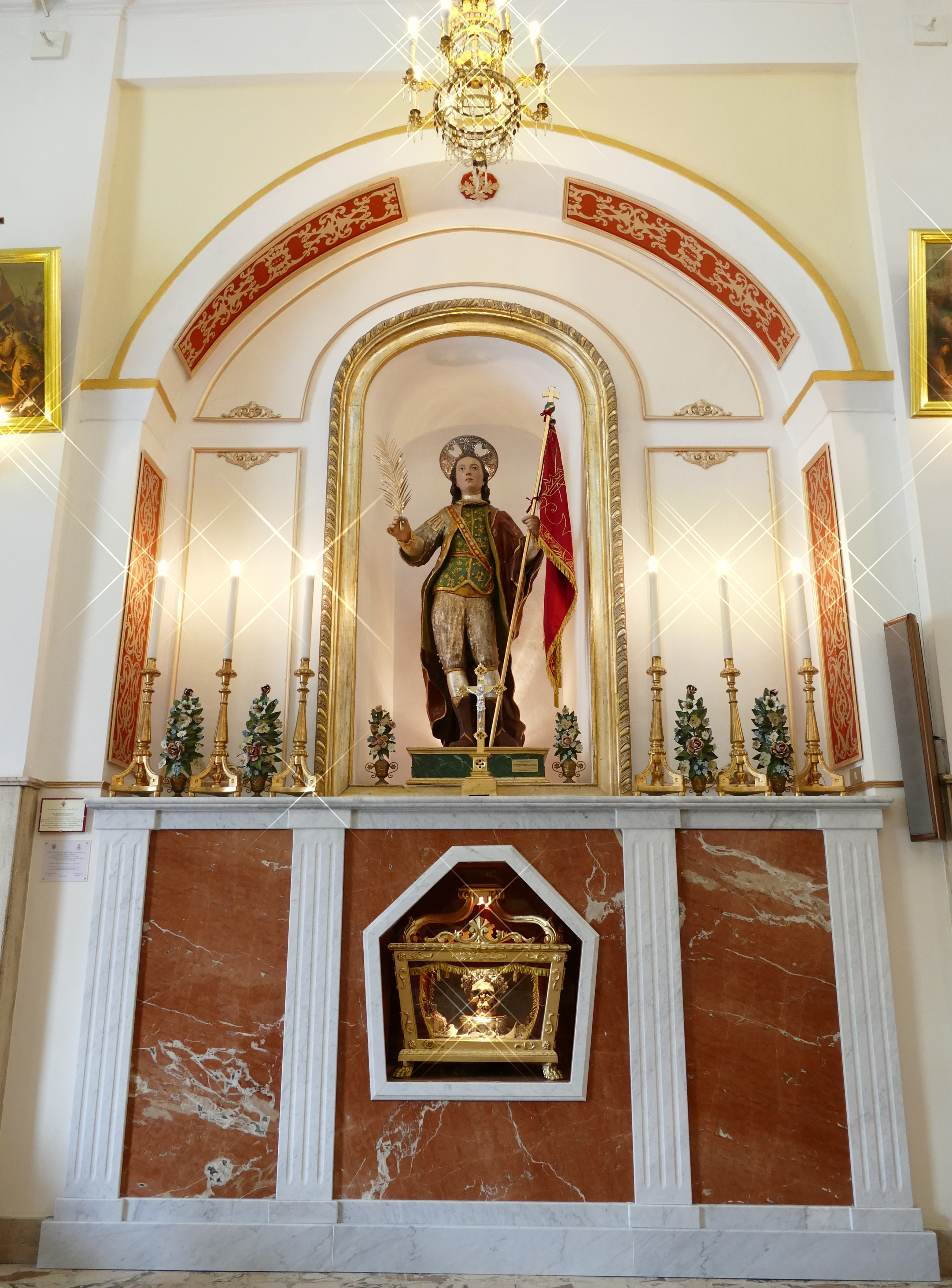
La cappella di San Prospero martire - Catenanuova

Diversi comuni venerano come patrono un santo martire romano di nome Prospero, talvolta conservandone alcune reliquie.